# Corymbium
Corymbium é um género botânico pertencente à família Asteraceae.
Trata-se do único género na subfamília Corymbioideae e da tribo Corymbieae.  Todas as espécies são endémicas da Província do Cabo na África do Sul.
Trata-se de um género reconhecido pelo sistema de classificação filogenética Angiosperm Phylogeny Website.

## Espécies
O género tem 29 espécies descritas das quais 9 são aceites:
- Corymbium africanum L.
- Corymbium congestum E.Mey. ex DC.
- Corymbium cymosum E.Mey. ex Steud.
- Corymbium elsiae Weitz
- Corymbium enerve Markötter
- Corymbium glabrum L.
- Corymbium laxum Compton
- Corymbium theileri Markötter
- Corymbium villosum L.f.

## Classificação do gênero
| Sistema | Classificação                      | Referência               |
| ------- | ---------------------------------- | ------------------------ |
| Linné   | Classe Syngenesia, ordem Monogamia | Species plantarum (1753) |